# Thinopyrum intermedium
Thinopyrum intermedium (Host) Barkworth & D.R.Dewey è una pianta erbacea della famiglia delle Poacee, nota comunemente come erba di grano intermedia.

## Descrizione
È una pianta perenne. Fa parte delle graminacee perenni per la somiglianza delle loro infiorescenze con il grano tenero. Ha ottenuto il premio Garden Merit della Royal Horticultural Society come ornamentale.
Prove con erba di grano intermedia, il cui prodotto è registrato dal Land Institute come "Kernza", dimostrano che può essere coltivata come coltura "multifunzionale", producendo vari prodotti e servizi ecosistemici. Mentre le graminacee annuali come il mais tendono a esaurire la materia organica del suolo e richiedono input, un cereale perenne come Thinopyrum è in grado di produrre raccolti e al tempo stesso rigenerare la materia organica del suolo .

## Distribuzione e habitat
L'areale dell'erba di grano intermedia si estende dall'Europa centrale e sudorientale all'Asia Minore . Sebbene sia stato portato per la prima volta negli Stati Uniti nel 1907, la prima introduzione di successo risale alla regione del Caucaso nel 1932. La pianta può ora essere trovata allo stato selvatico negli Stati Uniti occidentali e nel Canada occidentale.
T. intermedium si adatta meglio a:
- Regioni con precipitazioni annuali comprese tra12 e 30 pollici (300 e 760 mm)
- Terreno con pH compreso tra 5,6 e 8,4
- Posizioni con piena esposizione al sole
- Una larga gamma di suoli ma con una profondità minima di 16 pollici (41 cm)
- Luoghi in cui la temperatura minima supera −38 °F (−39 °C)

## Usi

### Foraggio
Thinopyrum intermedium è tra le specie foraggere più produttive per gli Stati Uniti occidentali. Poiché si dirige relativamente tardi, può essere coltivato efficacemente in miscela con erba medica per aumentarne la produttività, la longevità e la qualità del foraggio. Ricresce lentamente dopo il pascolo o il taglio, rendendolo più adatto alla gestione con una sola vendemmia all'anno. Laddove siano necessari più raccolti all'anno, altre specie si dimostrano, invece,  più produttive. Se gestiti bene, i ceppi di una stessa pianta possono durare fino a 50 anni.

### Gestione del suolo
La gestione del suolo mediante il controllo dell'erosione e il ripristino del territorio sono usi aggiuntivi per questa pianta. Si stabilisce rapidamente per formare un tappeto protettivo di radici e rizomi, anche se piantato su suoli degradati da movimento terra o estrazione mineraria . In cinque anni, gli stand hanno prodotto fino a 7 000 libbre per acro (7 800 kg/ha) di massa di radici secche negli ultimi 8 pollici (20 cm) di terreno. La forte produzione di radici mantiene il suolo in posizione e ripristina la sua fertilità naturale aumentando il carbonio nel suolo .

### Grano
Thinopyrum intermedium è una coltura cerealicola perenne . Nel 1983, il Rodale Research Center ha valutato quasi 100 specie di erbe perenni per identificare quelle con un buon potenziale di sviluppo in colture di cereali perenni. L'erba di grano intermedia è stata selezionata come la specie più promettente in base al sapore, alla facilità di trebbiatura, alla grande dimensione dei semi, alla resistenza alla frantumazione, alla resistenza all'allettamento, alla facilità di raccolta e alla crescita perenne. È nutrizionalmente simile al grano e il grano può essere macinato in farina e utilizzato per prodotti alimentari, inclusi muffin, tortillas, frittelle, biscotti, cracker, pane, birra e whisky. Alcuni prodotti sono stati commercializzati con il nome commerciale Kernza.

## Produzione di semi
Sebbene l'uso principale del Thinopyrum intermedium sia come foraggio, la produzione di semi è essenziale perché agricoltori e allevatori continuano a creare nuovi popolamenti piantando il seme. Nel 1988 nel solo Saskatchewan sono state raccolte oltre 500 tonnellate (550 short ton) di semi, anche se più recentemente il raccolto è sceso a meno di 225 tonnellate (248 short ton) in quella provincia canadese. La resa media dei semi è di circa 330 libbre per acro (370 kg/ha), ma rese in azienda fino a 880 libbre per acro (990 kg/ha) sono stati raggiunti. Il seme viene generalmente prodotto in file distanziate 30 fino a 36 pollici (76 fino a 91 cm) a parte. L'ampia spaziatura tra le file (rispetto alle colture di cereali come il grano) consente rese di semi sostenute per cinque-dieci anni. Senza spaziatura e lavorazione occasionale tra i filari, le rese diminuiscono rapidamente poiché la popolazione vegetale diventa sempre più densa a causa della diffusione del rizoma . Nonostante ciò, il T. intermedium è ancora considerato da alcuni inferiore al grano, poiché i suoi semi sono relativamente piccoli.

## Allevamento per la produzione di grano
Il Thinopyrum intermedium, è stato ampiamente ibridato con il grano nel tentativo di trasferire tratti come la resistenza alle malattie o la perennità. Il trasferimento della resistenza alla ruggine e all'oidio sul grano è stato un interesse speciale. Ma i veri e propri tentativi di addomesticare direttamente la specie in un raccolto di grano sono iniziati solo quando i tecnici del Rodale Research Center hanno iniziato a valutare le collezioni di germoplasma nel 1983. Nel 1989, dopo aver valutato 300 collezioni, gli operatori selezionarono le migliori venti in base alla resa in granella e alla qualità del seme. Le collezioni selezionate sono state lasciate incrociare liberamente e 380 popolazioni discendenti dall'incrocio sono state valutate tra il 1991 e il 1994. Le undici piante migliori, più tre di un'altra valutazione, si erano incrociate, provocando l'inizio di un secondo ciclo. I semi delle migliori piante del secondo ciclo sono stati passati agli scienziati del The Land Institute, dove la ricerca è continuata.
Nel 2001 e nel 2002, i semi del primo e del secondo ciclo di riproduzione del Rodale Research Center sono stati piantati presso il Land Institute. Nell'autunno del 2003, 1000 singole piante sono state dissotterrate e propagate vegetativamente per ottenere tre cloni di ciascuna pianta. Le 3000 piante risultanti sono state trapiantate casualmente sul campo su una griglia di tre piedi per tre piedi. In questo modo, le differenze genetiche tra le piante sono state separate dalle influenze ambientali. Nel 2005, le teste sono state raccolte da ogni pianta e trebbiate per rimuovere i semi. I semi sono stati contati e pesati per determinare la resa per testa di seme e il peso per seme. Le cinquanta piante con la resa più alta e il seme più grande sono state selezionate per l'accoppiamento nel 2004.
Nell'autunno del 2004, 4000 discendenti sono stati piantati per stabilire il secondo ciclo di riproduzione presso The Land Institute. Nel 2008 queste piante sono state raccolte separatamente utilizzando una falciatrice elettrica e trebbiate tramite mietitrebbiatrice. Anche in questo caso sono state selezionate le migliori 50 piante, questa volta in base alla resa per cespo, alla dimensione del seme, alla brevità e alla capacità di trebbiatura.
I metodi di selezione sopra descritti hanno aumentato la dimensione del seme e la resa di circa il 10-18% per ciclo. Ma forse di maggiore importanza è stata la scoperta di due tratti mendeliani . Il primo è nanizzante, che si traduce in steli di circa 30 centimetri (1 ft 0 in) piante più corte delle piante selvatiche e foglie corte ed erette. Il secondo è un cambiamento più sottile nella forma della testa che si traduce in teste spesse, non fragili e semi leggermente più grandi. Entrambi questi tratti sembrano essere controllati da geni dominanti.
L'intero processo sopra menzionato è chiamato selezione di massa, che consiste nell'allevamento e nella selezione degli individui migliori per deporre le uova alla generazione successiva. (La selezione massale, tuttavia, è un processo mediante il quale vengono prodotte grandi quantità di individui geneticamente diversi. ) A causa delle caratteristiche di graminacee spontanee presenti in T. intermedium, alcuni ritengono che il processo di selezione genetica sia ancora lungi da uno stadio comparabile al grano.
Il fatto che T. intermedium sia un'erba perenne è importante per il suo utilizzo come grano. La pianta persiste e può essere raccolta anno dopo anno e la sua addomesticazione produrrebbe altri tre mesi di agricoltura; le sue foglie sono più attive nei mesi in cui il frumento tenero non è attivo: da luglio a settembre. Nonostante la promessa, la resa per acro di Thinopyrum intermedium è del 26% della resa del frumento tradizionale. Per questo motivo, alcuni si stanno impegnando per ibridare grano e T. intermedium invece di tentare di addomesticare T. intermedium per ottenere una resa più accettabile.

## Ibridazione con il frumento
Sono stati fatti tentativi per ibridare il Thinopyrum intermedium con il frumento . Ciò potrebbe conferire alcuni vantaggi. In primo luogo, vi sono ampie prove che l'ibridazione di T. intermedium con il frumento è un metodo per conferire resistenza ai funghi alle piante di frumento domestico. Tuttavia, quali geni specifici proteggono da quali funghi specifici non sono noti. T. elongatum e T. intermedium conferiscono un totale di quattro geni di resistenza alla ruggine fogliare, mentre T. intermedium conferisce due geni di resistenza all'oidio. Ci sono prove che T. intermedium abbia anche resistenza al virus del mosaico delle striature del grano, all'acaro dell'Aceria tosichella, alla nana gialla d'orzo e altri. Questi geni conferiti nel grano aiutano ad aumentare la resa e la robustezza in tempi di tensione ambientale. In secondo luogo, T. intermedium ha anche geni che migliorano la panificazione quando ibridato con il grano tenero. Anche se questa potrebbe non sembrare una caratteristica importante, un pane migliore può significare più calorie e nutrire più persone. Inoltre, il pane che rimane fresco più a lungo può offrire maggiori opportunità alle persone di essere adeguatamente nutrite e/o il pane può essere trasportato in aree senza molto accesso al cibo.

## Strategie per l'addomesticamento
Il Land Institute ha lavorato per sviluppare ibridi vitali di frumento e Thinopyrum intermedium dal 2001, e ci sono stati diversi ceppi di successo che condividevano 14 cromosomi di T. intermedium e 42 cromosomi di frumento. Questi ibridi si comportano meglio in termini di resa e resistenza rispetto a nessuno dei loro genitori, ma non può essere diffuso a causa delle modifiche del clima in tutto il mondo. Inoltre, la perennità si perde con questi ibridi. Questa perdita di perennità è un problema comune con i tentativi di ibridazione. Tutte le altre caratteristiche desiderate sono presenti negli ibridi: semi grandi, buone rese, ecc. Tuttavia, gli incroci tra grano duro e T. intermedium hanno portato a ibridi che mostrano perennità oltre ad altre caratteristiche desiderate (maggiore vigore, rusticità con tempo più freddo, buona resa).
Esistono tre strategie generali per l'addomesticamento di T. intermedium allo scopo di creare una coltura di grano alternativa:
1) Una strategia consiste nell'addomesticare il T. intermedium attraverso l'allevamento di massa e la selezione per creare un ceppo che imiti le dimensioni e la resa del seme del grano, ma mantenga le caratteristiche naturali di resistenza alle malattie, rusticità e perennialità del T. intermedium . In altre parole, questa strategia conferisce a T. intermedium caratteristiche più simili al grano;
2) Una seconda strategia consiste nell'ibridare il frumento con il T. intermedium per creare un ceppo di frumento che imiti la resistenza e la perennialità del T. intermedium, ma mantenga le dimensioni e la resa del seme del frumento. In altre parole, questa seconda strategia conferisce al frumento più caratteristiche simili a T. intermedium . I ricercatori sperano che queste due strategie progrediscano e si incontrino nel mezzo.
3) Una terza strategia è quella di trarre vantaggio da ciò che sappiamo sugli eventi molecolari che hanno portato all'addomesticamento di erbe evolutivamente correlate come il frumento e l'orzo. Le mutazioni nei cosiddetti geni di addomesticamento negli antenati selvatici hanno portato ai fenotipi di addomesticamento che caratterizzano queste colture oggi. Se i geni correlati possono essere identificati in T. intermedium, potrebbe essere possibile mutarli di nuovo tecnologie di allevamento, e in questo modo accelerare l'addomesticamento.

## Kernza

### Malattie e parassiti
Gli insetti neri delle praterie possono essere un problema per la coltivazione del Thinopyrum intermedium, poiché possono causare gravi danni alle piante di erba di grano. Una forte infestazione può ridurre la produzione di semi e, insieme a condizioni sfavorevoli, portare alla mortalità delle piante. Nutrendosi delle piante, gli insetti distruggono le cellule e distruggono o rimuovono la clorofilla, lasciando macchie biancastre sulle foglie delle piante.

### Malattie e gestione dei parassiti
Il Thinopyrum intermedium è una pianta perenne, il che significa che i metodi usuali di gestione delle malattie utilizzati per la produzione annuale di cereali potrebbero non essere applicabili ed efficienti. Inoltre, gli erbicidi comuni utilizzati nella coltivazione annuale del grano non sono approvati per l'uso con questa specie. Pertanto, sono necessari approcci diversi per interrompere i cicli di malattie di più agenti patogeni nella produzione di grano Kernza.
La resistenza è un fattore importante nella gestione della coltura cerealicola perenne, in quanto la resistenza è una difesa attiva in modo continuativo e non è necessaria l'applicazione di sostanze attive durante tutto l'anno. T. intermedium ha mostrato resistenza contro quattro principali agenti patogeni dei cereali. Si tratta di malattie del virus del mosaico del nanismo giallo e del virus del frumento, malattie virali che possono causare la perdita completa della resa senza controllo e macchie di abbronzatura causate dal fungo Pyrenophora tritici-repentis e take-all causate dal fungo <i id="mwASE">Gaeumannomyces graminis</i> var. <i id="mwASI">tritici</i> .

### Cultivar di Kernza
Le sementi certificate del materiale delle sementi migliorato sono disponibili presso le Crop Improvement Associations o da fonti commerciali. Le cultivar si differenziano per area di origine, tratti di selezione e per quanto riguarda la loro destinazione.

### Valori nutrizionali e uso di Kernza
Kernza contiene elevate percentuali di proteine, contenuto di ceneri e contenuto di fibre alimentari rispetto al frumento. Inoltre, 100 grammi di Kernza cruda forniscono 1540 kilojoule (368 kcal) di energia alimentare e rappresentano una buona fonte di calcio (120 kcal) mg) e ferro (5.5 mg). Confrontando Kernza con cariossidi di frumento tenero, il contenuto di calcio è 4,8 volte superiore e i valori di ferro sono più del doppio. Kernza contiene glutine ma è carente di glutenina ad alto peso molecolare, che ne limita l'uso soprattutto in panificazione. Il contenuto di grassi più elevato in Kernza può aumentare l'irrancidimento generale, ma un contenuto di antiossidanti più elevato rispetto al grano può offrire un effetto protettivo. Esistono prodotti esistenti con Kernza come Honey Toasted Kernza di Cascadian Farms e la birra Kernza di Patagonia Provisions.

### Pratiche di gestione
Si sa poco sulle pratiche di gestione riguardanti specificamente Kernza. Secondo la pagina web ufficiale di Kernza la coltura è già usata in consociazione con i legumi e in un articolo dello StarTribune, si dice che nell'Upper Midwest degli Stati Uniti, Kernza dovrebbe essere seminata entro il 1 settembre per garantire la radice stabilimento prima dell'inverno. Tuttavia, sono ancora in corso prove sul campo per esaminare i tassi di fertilizzazione di azoto, fosforo e potassio e i tempi di applicazione per massimizzare le rese di grano e foraggio.